# Uma faca só lâmina
Uma faca só lâmina (ou: serventia das idéias fixas) é uma obra do poeta pernambucano João Cabral de Melo Neto, trata-se de uma obra de poesia que contém um único poema longo que mantém uma mesma estrutura, foi publicada em inicialmente em uma coletânea de obras do autor intitulada Duas Águas, são 355 versos hexassílabos distribuídos em 88 quadras. Apesar de ser considerado um poema longo, não apresenta traços épicos como é comum em poemas longos, como por exemplo, Morte e vida severina que tem em seu texto traços do gênero épico.

## Contextualização da Obra
Na Década de 1950 o Brasil vivia um momento marcante de sua história,  a industrialização aquecia a economia dos grandes centros do Sudeste como São Paulo e Rio de Janeiro,foi a década também marcada por um projeto de interiorização do Brasil que visava o avanço das cidades para o interior, principalmente para o Centro-Oeste.Uma das principais marcas deste projeto foi a construção de Brasília. Apesar desses acontecimentos importantes, o Brasil não resolveu seus problemas sociais, principalmente no Nordeste  brasileiro. As secas levaram milhares de nordestinos a deixar seus lares e procurar empregos em outras regiões do país. 
Uma faca só lâmina foi publicada em 1956 em um período considerado maduro da escrita de João Cabral de Melo Neto, pois o poeta já possuía uma escrita precisa, sem excessos, vocabulário com uso de termos concretos e uma métrica diferenciada, essas características contribuíram para o consagrar no cenário da produção literária brasileira. 
A obra foi publicada um ano depois da escrita de Morte e vida severina, obra de maior repercussão do autor, mas as duas obras possuem linguagens muito diferentes, pois Morte e vida severina é um poema que comunica de forma simples e de fácil entendimento, já Uma faca só lâmina é o oposto, pois sua linguagem é repleta de metáforas que se ligam umas as outras, tornando difícil a leitura e exigindo uma análise mais especializada.

## Características da Obra
O subtítulo da obra "da serventia das ideias fixas" evidencia o tom reflexivo que o poema possui. O texto propõe um momento de reflexão em torno de três signos  (bala, faca e relógio), os quais, por meio das sequências de metáforas, vão construindo os sentidos. Existe no poema um espécie de vigília existencial
Apesar do título, o poema não ínsita a violência e não trata de temas de ação, antes visa uma reflexão mais profunda sobre a existência humana e a alienação dos pensamentos, principalmente das ideias tidas como verdadeiras e as informações mal fundamentadas.
A obra possui um tom psicológico, as metáforas estão diretamente ligadas aos pensamentos sobre a incompletude humana. 
(Que a vida dessa faca
se mede pelo avesso:
seja relógio ou bala,
ou seja faca mesmo.)

## Estrutura da obra
O poema está organizado em dez partes, a primeira não recebe nenhum tipo de nomeação ou caracterização, a partir da segunda parte do poema há uma nomeação por Letras que vai a "A" à "I". A última parte do poema é mais extensa que as demais, por esta razão o poeta divide em duas partes, marcando a divisão com um asterisco (*). 
As estrofes são divididas em quadras, os versos possuem em média seis sílabas poéticas. Nota-se uma rima toante entre os versos segundo e quarto de cada quadra:
Assim como uma bala
enterrada no corpo,
fazendo mais espesso 
um dos lados do morto.
Esta estrutura propicia uma leitura ora toante, ora presa, por causa desta alternância constante.    

## Os termos concretos
Faca: O signo linguístico "faca" é uma marca na poesia de João Cabral de Melo Neto, pois a metáfora do corte muito agrada o poeta. O signo também é utilizado no título de outra obra de João Cabral de Melo Neto A escola das facas, mostrando a constante presença deste signo na poesia do pernambucano. 

Bala: O signo "Bala" remete a metáfora daquilo que entra em um corpo e torna mais densa a parte na qual está inserida: 
Assim como uma bala
enterrada no corpo,
fazendo mais espesso
um dos lados do morto;
Diferente da faca, que quando inserida em um corpo causa uma grande separação dos tecidos, a bala causa um dano menor. Esta metáfora remete ao vazio causado por uma ausência.

Relógio: O signo "relógio" remete à metáfora de um menismo vivo, que mesmo sendo inanimado, possui movimento, os movimentos contínuos são semelhantes às batidas de um coração. A metáfora mostra um coração frio sem sentimentos, pois os batimentos são sempre constantes.

## Análise da obra
O título do poema já demostra quão forte é a metáfora da "falta" e da ausência, pois um faca é um objeto que não se compõe somente da lâmina, sendo que há outros elementos fundamentais como, por exemplo, o cabo. A presença do vazio permeia toda a obra de forma que se torna uma característica, O poeta se utiliza da metáfora do incompleto para falar da incompletude humana, das crises existenciais e das questões de pensamento sobre a alienação do ser.  
Há no poema uma constante tentativa de comparação onde o primeiro termo está ausente (...) "igual a um relógio", nota-se que há uma comparação, mas o termo que deveria ser comparado a relógio não aparece, ficando em oculto. 
Dos termos apresentados (bala, faca e relógio) o que cria uma melhor imagem, na visão do eu lírico, é o signo "faca"  "Por isso é que o melhor"/ "dos símbolos usados"/ "é a lâmina cruel". 
Na primeira quadra da parte "A", o eu lírico expõe seu vazio e se utiliza dos três símbolos para falar de sua incompletude, isso fica claro no verso "é contudo uma ausência". A falta representada pelas metáforas acaba permeando toda a fala do eu lírico e também a estrutura do poema.
A presença constante da expressão "não está" vai aos poucos nos revelando que há uma falta que persiste.

## Comparações Específicas
Apesar de não ser o poema mais famoso de João Cabral de Melo Neto, Uma faca só lâmina é um dos poemas preferidos pelo autor, pois possui traços de alta complexidade de linguagem poética, além de uma métrica constante. Este é mais um fator que difere esta obra de Morte e vida severina, obra que é amplamente divulgada desde a publicação,mas que nunca  foi a preferida de João Cabral de Melo Neto.
O poeta sempre afirmou que Morte e vida severina foi um poema criado com certa facilidade para um auto de natal. Na concepção de poesia de João Cabral de Melo Neto, a linguagem não poderia ser usada de forma comum, como as pessoas a utilizam no cotidiano, desta forma, Morte e vida severina se distancia do ideal de poesia "perfeita" do autor, no entanto, o poema Uma faca só lâmina é uma das obras que mais se aproxima dos ideais do autor, tanto por seu complexo jogo metafórico, característica que torna o texto difícil de ser compreendido ou interpretado, seja por sua linguagem sem excessos e com um vocabulário extremamente concretos como faca relógio e bala.
A obra difere também de livros como A educação pela pedra, o qual possui diversos poemas com diversidades de temas. 